# Schaubesfelde

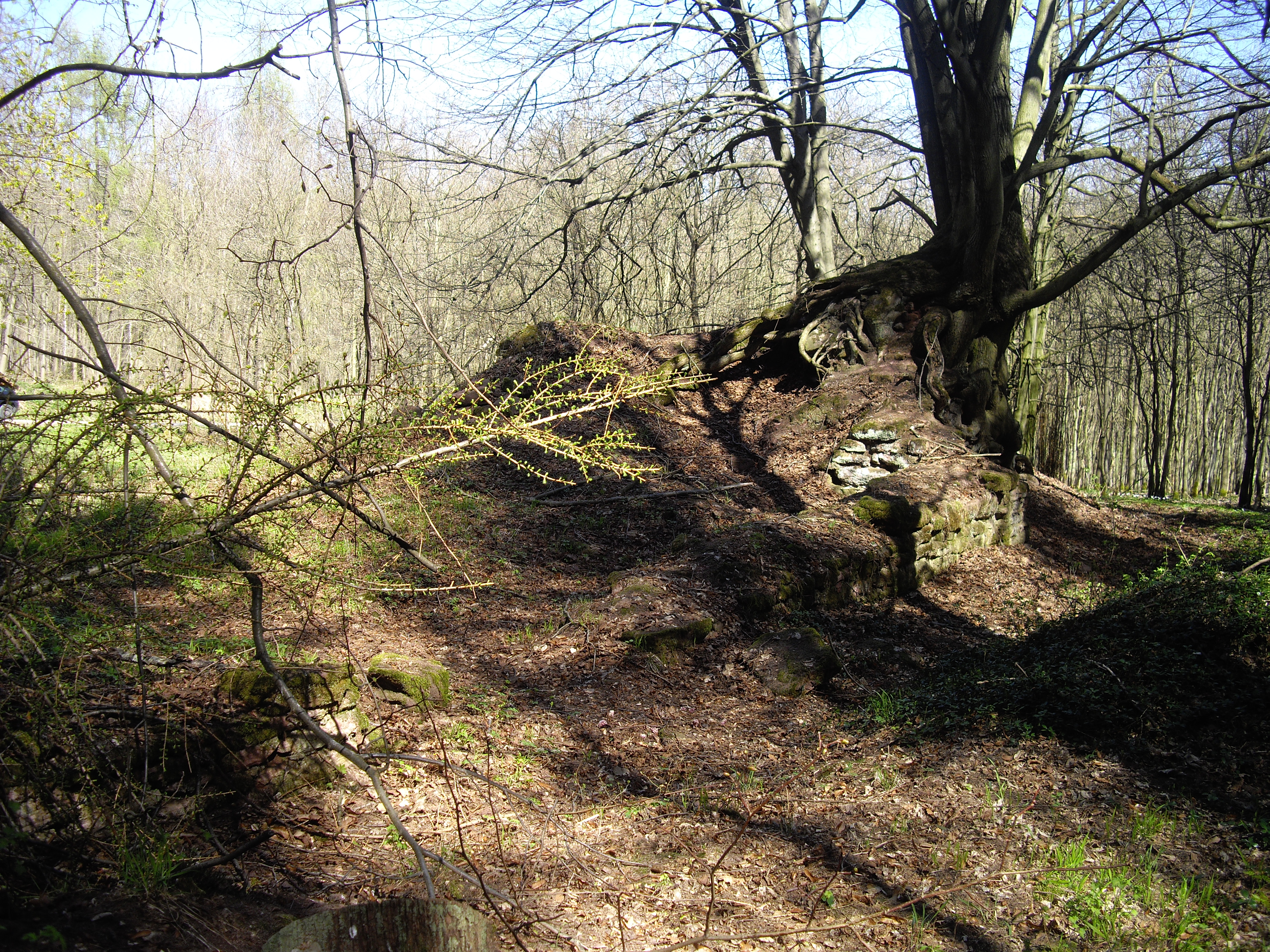
Reste der Kirche

Schaubesfelde (auch Schobesfeld) ist eine Wüstung bei Emseloh im Landkreis Mansfeld-Südharz. Von der im Wald gelegenen Ortschaft ist noch eine Kirchenruine mit einem Turm und einem kleinen Schiff erhalten. Von den anderen Häusern ist nichts mehr zu erkennen. Schaubesfelde war mit einem Wall und einem Graben geschützt. Der Name bedeutet wahrscheinlich „der Ort, von dem man weit ins Feld sehen kann“.

## Geschichte
- Um 1347 ist der damals Schouenfelde genannte Ort ein Zubehör vom Amt Sangerhausen.
- 1400 wird das Dorf als Schoppenfelde erwähnt.
- 1406 wird Schoybisfelde als wüst beschrieben.
- Im Jahr 1434 tauschten der thüringische Landgraf Friedrich der Friedfertige und Bernd von Asseburg ein Drittel der Holzmark Schaffenfelde gegen einen Ort am Roten Holz bei Utenfelde.